# Grégory Dubois
Grégory Dubois (Dunkerque, 27 marzo 1975) è un ex hockeista su ghiaccio francese.

## Carriera

### Club
Dubois è stato una bandiera della squadra della sua città, con cui ha esordito in seconda serie nel 1992-1993. Vi è rimasto fino al 1996, quando è passato ai Gothiques d'Amiens prima (cinque stagioni in massima serie, con un titolo francese vinto nel 1998-1999), ed all'HC Anglet poi (due stagioni in massima serie).
Dal 2003 è tornato al Dunkerque, che nel frattempo era stato promosso in massima serie. Vi è rimasto fino al termine della stagione 2013-2014, anche quando la squadra è stata retrocessa in seconda (2005-2007 e 2011-2014) e in terza serie (2007-2011). Della squadra è stato a lungo (2003-2010) capitano.
Nel marzo 2014 aveva annunciato il ritiro salvo poi tornare sui suoi passi e giocare un'ultima stagione in quarta serie, con la maglia del Wasquehal.

### Nazionale
Ha vestito la maglia delle nazionali giovanili francesi, sia Under-18 che Under-20.
Con la nazionale maggiore ha disputato due mondiali e le Olimpiadi di Nagano 1998.

## Palmarès

### Club
- Campionato francese: 1

Gothiques d'Amiens: 1998-1999